# Naczelny Prokurator
Naczelny Prokurator – w II Rzeczypospolitej, Rządzie RP na uchodźstwie oraz w pierwszych latach istnienia Polski Ludowej (do 1950 r.) naczelny organ prokuratury i zwierzchnik prokuratorów.
Urząd utworzony w 1919 r. na mocy (stricte tymczasowego) Dekretu Naczelnika Państwa Józefa Piłsudskiego z dnia 8 lutego 1919 r. w przedmiocie ustroju Sądu Najwyższego (Dz.U. z 1919 r. nr 15, poz. 199), utrzymany następnie przez art. 232 Rozporządzenia Prezydenta Rzeczypospolitej z dnia 6 lutego 1928 r. – Prawo o ustroju sądów powszechnych (Dz.U. z 1928 r. nr 12, poz. 93). W obu tych regulacjach funkcję Naczelnego Prokuratora sprawował z urzędu minister sprawiedliwości. Organem pomocniczym Naczelnego Prokuratora był Nadzór Prokuratorski. 
Na mocy ustawy z dnia 20 lipca 1950 r. o Prokuraturze Rzeczypospolitej Polskiej (Dz.U. z 1950 r. nr 38, poz. 346) prokuraturę wyłączono ze struktur Ministerstwa Sprawiedliwości i podporządkowano Radzie Państwa, tworząc Generalną Prokuraturę kierowaną przez Generalnego Prokuratora RP. Jednocześnie zniesiono stanowisko Naczelnego Prokuratora.
| Naczelny prokurator    | Okres sprawowania urzędu                        |
| ---------------------- | ----------------------------------------------- |
| Leon Supiński          | od 17 listopada 1918 r. do 2 września 1919 r.   |
| Bronisław Sobolewski   | od 2 września 1919 r. do 9 grudnia 1919 r.      |
| Jan Hebdzyński         | od 13 grudnia 1919 r. do 9 czerwca 1920 r.      |
| Jan Morawski           | od 23 czerwca 1920 r. do 24 lipca 1920 r.       |
| Stanisław Nowodworski  | od 24 lipca 1920 r. do 19 czerwca 1921 r.       |
| Bronisław Sobolewski   | od 19 czerwca 1921 r. do 6 czerwca 1922 r.      |
| Wacław Makowski        | od 28 czerwca 1922 r. do 26 maja 1923 r.        |
| Stanisław Nowodworski  | od 28 maja 1923 r. do 15 grudnia 1923 r.        |
| Włodzimierz Wyganowski | od 19 grudnia 1923 r. do 17 listopada 1924 r.   |
| Antoni Żychliński      | od 17 listopada 1924 r. do 13 listopada 1925 r. |
| Stefan Piechocki       | od 20 listopada 1925 r. do 15 maja 1926 r.      |
| Wacław Makowski        | od 15 maja 1926 r. do 30 września 1926 r.       |
| Aleksander Meysztowicz | od 2 maja 1926 r. do 22 grudnia 1928 r.         |
| Stanisław Car          | od 22 grudnia 1928 r. do 29 grudnia 1929 r.     |
| Feliks Dutkiewicz      | od 29 grudnia 1929 r. do 17 marca 1930 r.       |
| Stanisław Car          | od 29 marca 1930 r. do 4 grudnia 1930 r.        |
| Czesław Michałowski    | od 4 grudnia 1930 r. do 15 maja 1936 r.         |
| Witold Grabowski       | od 16 maja 1936 r. do 30 września 1939 r.       |

| Naczelny prokurator                           | Okres sprawowania urzędu                          |
| --------------------------------------------- | ------------------------------------------------- |
| gen. Władysław Sikorski                       | od 16 października 1939 r. do 18 kwietnia 1940 r. |
| Marian Seyda                                  | 20 lipca 1940 r. do 22 sierpnia 1941 r.           |
| Herman Lieberman                              | od 3 września 1941 r. do 20 października 1941 r.  |
| Karol Popiel (p.o.)                           | od 20 października 1941 r. do 20 stycznia 1942 r. |
| Wacław Komarnicki                             | od 21 stycznia 1942 r. do 24 listopada 1944 r.    |
| Bronisław Kuśnierz                            | od 24 listopada 1944 r. do 10 lutego 1949 r.      |
| vacat                                         | od lutego 1949 r. do 25 września 1950 r.          |
| p.o. Prezes Rady Ministrów Roman Odzierzyński | od 25 września 1950 r. do 18 stycznia 1954 r.     |
| Kazimierz Okulicz                             | od 18 stycznia 1954 r. do 8 sierpnia 1955 r.      |
| Tadeusz Bugayski                              | od 8 sierpnia 1955 r. do 15 kwietnia 1957 r.      |
| Stanisław Lubodziecki                         | od 15 kwietnia 1957 r. do 20 lipca 1970 r.        |
| Sylwester Karalus                             | od 20 lipca 1970 r. do 18 lipca 1972 r.           |
| Stanisław Wiszniewski                         | od 18 lipca 1972 r. do 5 sierpnia 1976 r.         |
| Kazimierz Sabbat                              | od 5 sierpnia 1976 r. do 12 lipca 1978 r.         |
| Zbigniew Scholtz                              | od 12 lipca 1978 r. do 20 czerwca 1979 r.         |
| Bolesław Dziedzic                             | od 20 czerwca 1979 r. do 17 stycznia 1984 r.      |
| p.o. Bohdan Wendorff                          | od 17 stycznia 1984 r. do 1986 r.                 |
| Stanisław Wiszniewski                         | od 1986 r. do 20 grudnia 1990 r.                  |

| Naczelny prokurator | Okres sprawowania urzędu                  |
| ------------------- | ----------------------------------------- |
| Jan Czechowski      | od 21 lipca 1944 r. do 31 grudnia 1944 r. |
| Edmund Zalewski     | od 31 grudnia 1944 r. do 2 maja 1945 r.   |
| Henryk Świątkowski  | od 2 maja 1945 r. do 9 września 1950 r.   |